# Marcos Ayerza
Marcos Iván Ayerza (Buenos Aires, 12 gennaio 1983) è un ex rugbista a 15 argentino, dal 2006 al 2017 pilone del Leicester.

## Biografia
Formatosi rugbisticamente nel Club Newman di Buenos Aires, nella cui prima squadra esordì nel 2002, Ayerza iniziò agonisticamente come seconda linea per poi convertirsi, in prima linea, nel ruolo di pilone.
Esordiente in Nazionale argentina nel 2004 contro il Sudafrica a Buenos Aires, giunse in Europa nel 2006 con il suo primo contratto da professionista, nelle file del Leicester in English Premiership; alla sua prima stagione nel club inglese si aggiudicò l'accoppiata campionato - coppa Anglo-Gallese; nel 2009 vinse per la seconda volta la Premiership e giunse, sempre per la seconda volta, alla finale di Heineken Cup (dopo la prima raggiunta nel 2006-07).
Prese anche parte alla Coppa del Mondo di rugby 2007 in Francia in cui i Pumas si classificarono terzi assoluti.
Dopo la Coppa del Mondo continuò a giocare a livello internazionale per l'Argentina, anche se spesso come sostituto di Martín Scelzo o Juan Pablo Orlandi.
Fu, ancora, campione d'Inghilterra nel 2010 e prese parte anche alla Coppa del Mondo di rugby 2011 in Nuova Zelanda; il suo quarto titolo inglese giunse nel 2013 e due anni più tardi anche la convocazione alla Coppa del Mondo di rugby 2015, la sua terza consecutiva, in cui l'Argentina giunse fino al quarto posto.

## Palmarès
- Premiership: 4
Leicester: 2006-07; 2008-09, 2009-10, 2012-13
- Coppe Anglo-Gallesi: 3
Leicester: 2006-07, 2011-12, 2016-17